# 威尼斯紅
威尼斯紅（英語：Venetian red）是屬於紅色的一種，為有點不飽和的暖色顏料。主要來自近純氧化鐵（Fe2O3）的赤鐵礦。現今已經可以用氧化鐵合成出威尼斯紅。
1753年，英國出現世界上第一個使用「威尼斯紅」這個名詞的文獻。